# Martini Legends

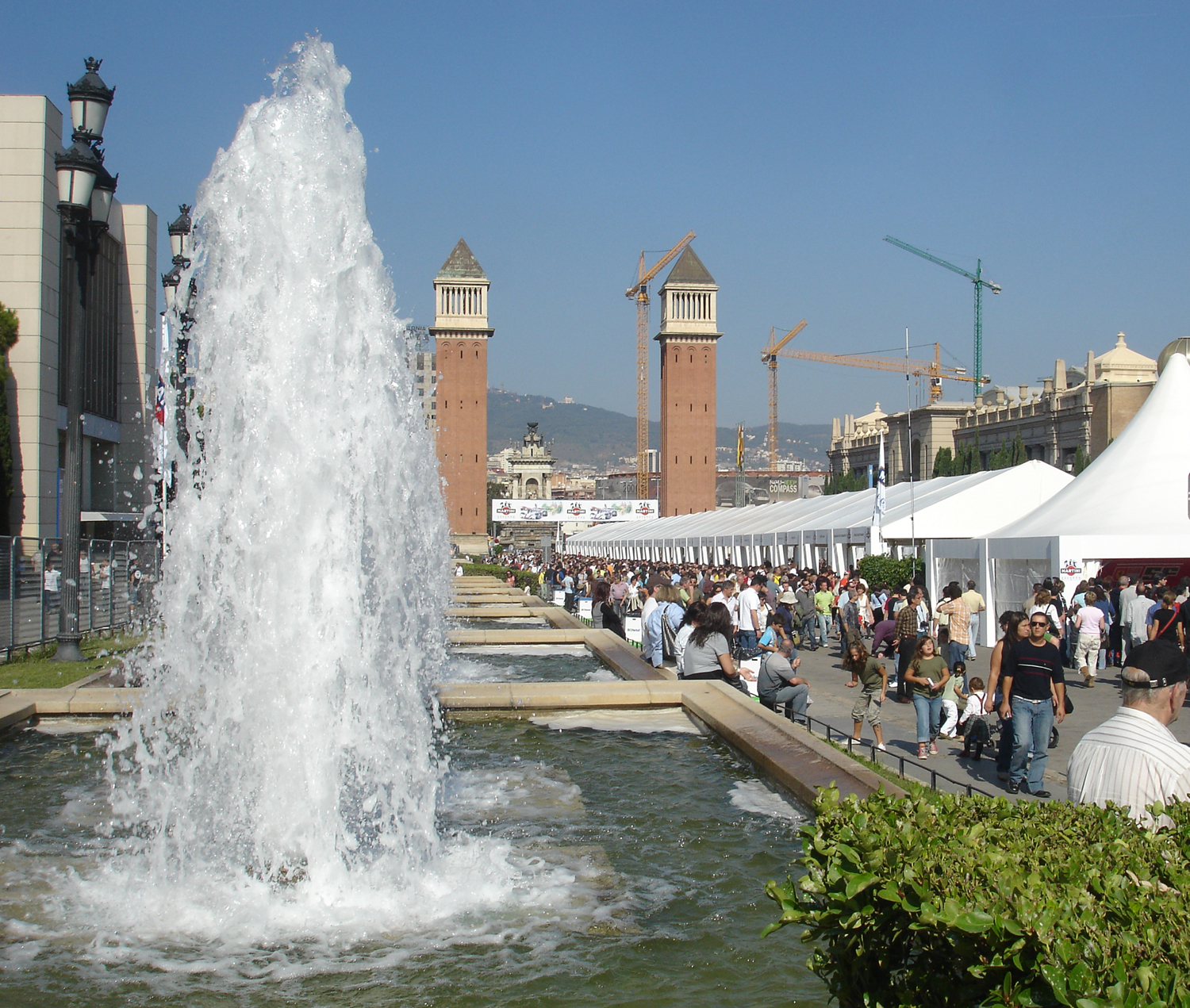
Stands de los vehículos en la Avenida Reina María Cristina de Barcelona.

Martini Legends fue un homenaje al 75 aniversario de la creación del circuito urbano de Montjuïc, adoptando el nombre de la conocida marca italiana de vermuts que fue el primer patrocinador que tuvo el trazado barcelonés. 
Después de treinta años sin actividad competitiva por las calles de Barcelona, el proyecto impulsado por el Ayuntamiento de la ciudad, Bacardi España, Last Lap y Ferrari, recreó el antiguo recorrido original de 3.790 metros, por el cual desfilaron más de ochenta vehículos de época que en su día compitieron en el circuito de la ciudad condal.
El 13 de octubre de 2007, se descubrió una placa de grandes proporciones al lado del Museo Olímpico de Barcelona, donde figuran los nombres de los pilotos así como un relieve del trazado. El acto institucional fue presidido por el primer teniente de alcalde de Barcelona Carles Martí i Jufresa y el concejal de deportes de Barcelona Pere Alcober, aglutinando varios nombres destacados del deporte internacional de la Fórmula 1 como Emerson Fittipaldi, Henri Pescarolo y Marc Gené, participantes a la vez de la exhibición del 14 de octubre de 2007 a través de la reconstrucción del antiguo recorrido por la montaña de Montjuïc.

## Trazado
El trazado del Circuito de Montjuïc era único al tener lugares tan singulares como la Curva de Vías, donde los bólidos tenían que cruzar por encima de las vías del tranvía o la espectacular rasante de la Recta de L'Estadi, también inimaginable hoy en día, donde los vehículos volaban varios metros debido al cambio repentino de vertiente. El circuito estaba dividido en las siguientes partes:
1. El ángulo de Miramar o Curva del Ángulo, una de las cuervas más cerradas del circuito, donde se pasaba de 250 a 80km/h en poco más de 300 metros.
2. Rosaleda o Curva de el Museo Etnológico, una curva muy cerrada y bien peraltada, donde se podían efectuar adelantamientos.
3. Font del Gat, una curva ciega donde era frecuente ver como los veteranos ganaban unos metros a los más noveles.
4. Teatro Griego, una curva peraltada de casi 90°, donde la trazada del circuito se cruzaba con una calle que seguía recto.
5. Vías o Viraje de la Técnica, se conoce por ese nombre debido a que inicialmente el circuito pasaba por encima de las vías del tranvía, al lado del Palacio de la Técnica.
6. Guardia Urbana o Curva de prensa, curva de 90° que anteriormente pasaba por delante de la tribuna de prensa y la sede de la Guardia Urbana.
7. Recta de las Fuentes, una de las rectas más perfectas y largas del trazado. En algunas ediciones fue el punto de salida.
8. La Pérgola, curva suave que adoptó el nombre del restaurante ubicado en dicho tramo.
9. La Contrapérgola, curva a derechas justo al salir de la Pérgola.
10. Pueblo Español, curva crucial para poder empezar la subida en uno de los puntos más rápidos del circuito.
11. Sant Jordi, la curva más larga y rápida de todo el circuito, se podía hacer casi sin frenar.
12. Recta de l'Estadi, a pesar de no ser una recta perfecta, es más, una curva larga y suave, era uno de los mejores lugares para efectuar adelantamientos. Durante los años 60 y 70, fue el punto de salida.
13. Rasante, el punto más rápido se culminaba en ese último tramo, donde se alcanzaban los 250 km/h. Era muy fácil ver a los vehículos planear pequeñas distancias al iniciar el cambio de vertiente.

## Pilotos

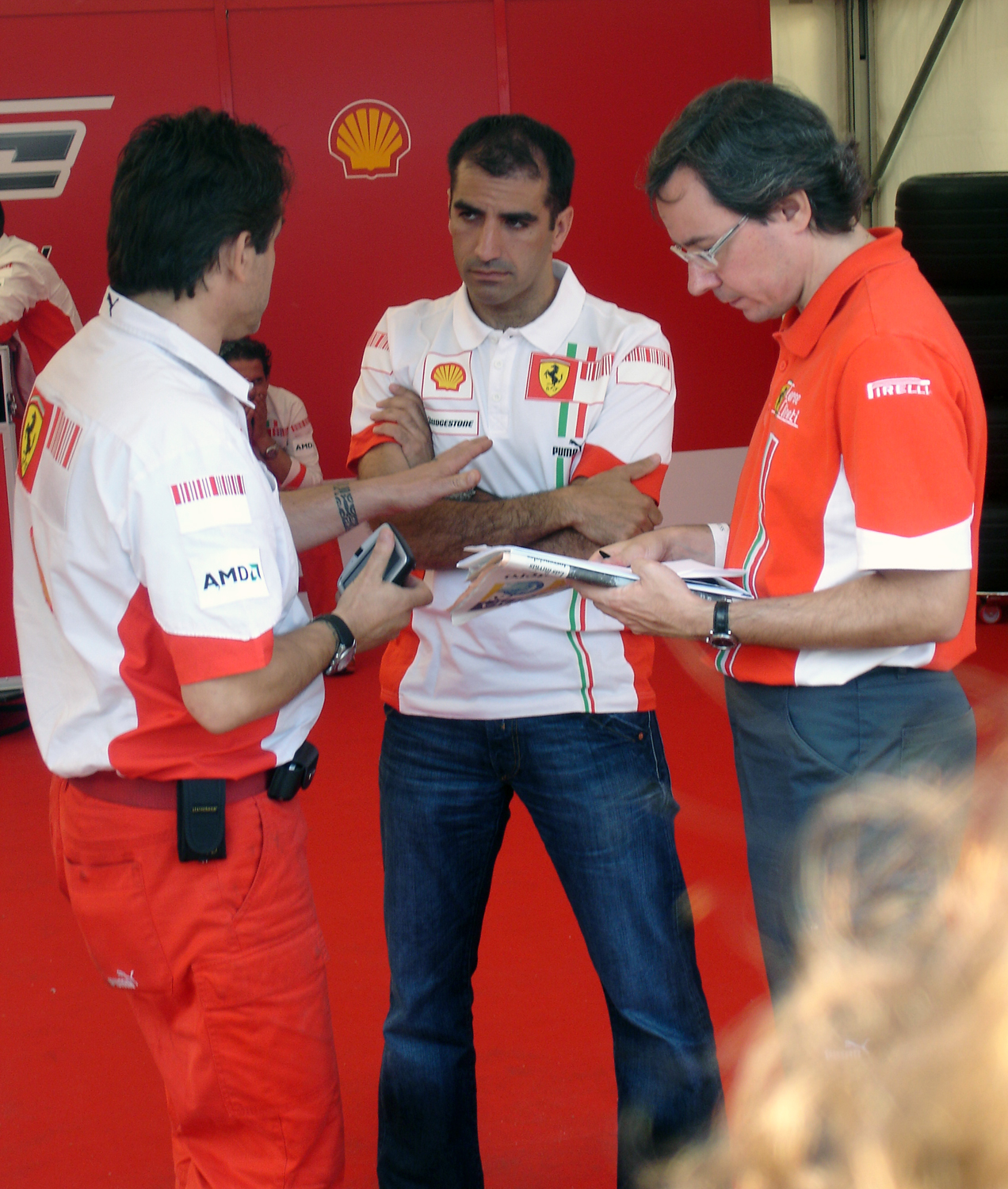
Marc Gené en el stand de Ferrari debatiendo las zonas difíciles del Circuito de Montjuïc con los técnicos (13-10-2007).

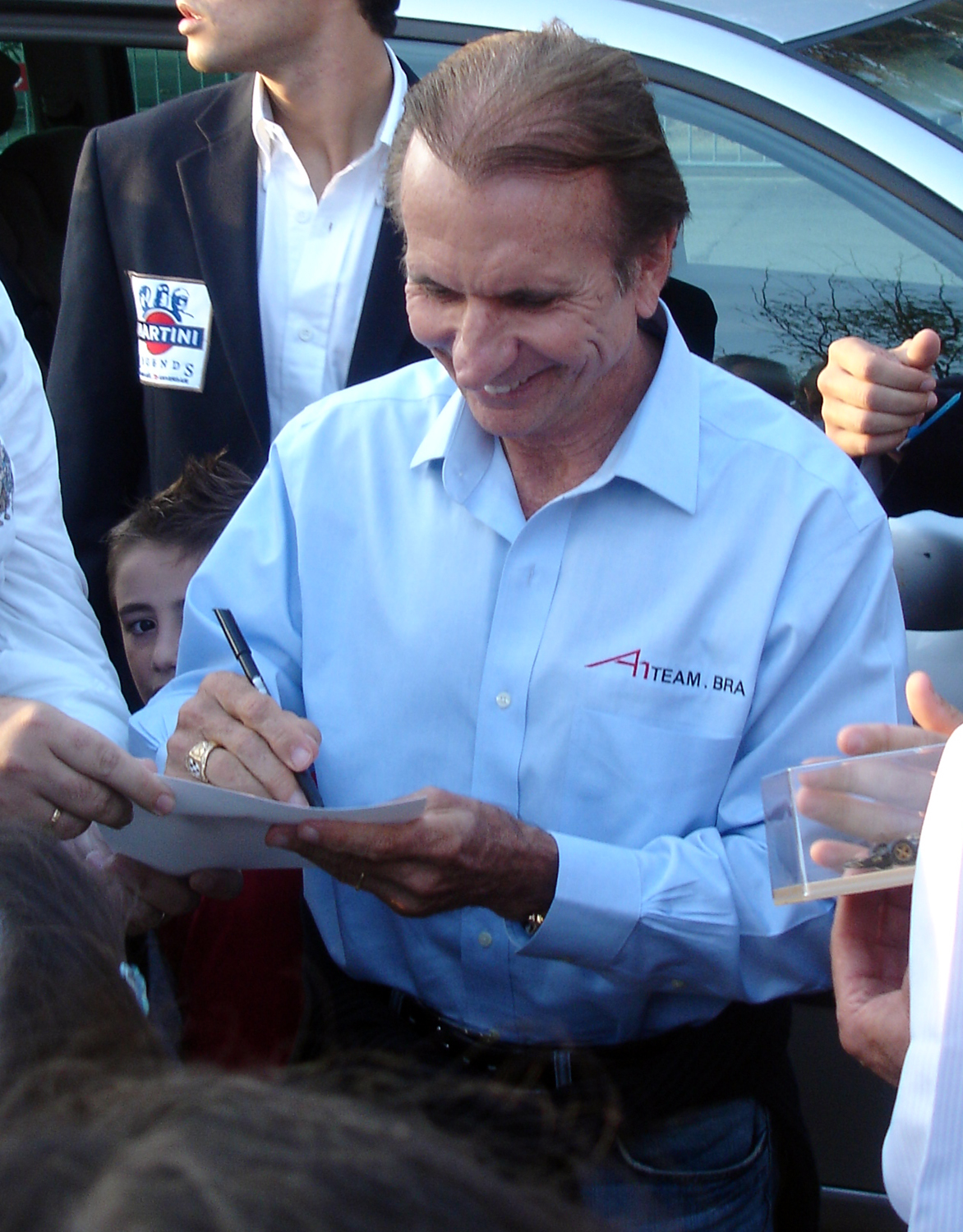
Emerson Fittipaldi llegando al Museo Olímpico de Barcelona, donde descubrió una placa conmemorativa del Circuito de Montjuïc (13-10-2007).

Entre los pilotos que participaron, destacó la presencia de Jackie Stewart, campeón del mundo de Fórmula 1 en 1969, 1971 y 1973, que condujo su Tyrell 001. El brasileño Emerson Fittipaldi condujo el Lotus 72, con el cual consiguió su primer título mundial. Henri Pescarolo, vencedor de las 24 Horas de Le Mans, con el BRM P 201 Motul de Jean Pierre Beltoise que recorrió el circuito en 1974.
David Piper, rércordman de velocidad sudafricano en 1967 con una velocidad de 304km/h, mostró su Porsche 917 verde con el cual tuvo un grave accidente durante la filmación de la película Le Mans, además de pilotar su Ferrari 250 Le Mans.
```

```

«Un hecho extremadamente especial porque Ferrari sólo hace estas exhibiciones una o dos veces al año en todo el mundo y además el coche pasará a menos de cinco metros de la gente, algo que nunca sucede en los circuitos»
Marc Gené

Marc Gené, actual probador de la Scuderia Ferrari y participante en las Le Mas Series, pilotó el Ferrari 248 F1 (2006) de Michael Schumacher, el mismo vehículo que condujo el alemán antes de su retirada de la Fórmula 1 y que fue expuesto al público el 13 de octubre de 2007 en la Avenida Reina María Cristina.

## Vehículos
El 13 de octubre de 2007 tuvo lugar una exposición en la Avenida María Cristina con más de ochenta vehículos clásicos que en su día compitieron en el circuito barcelonés en distintas categorías tales como la Fórmula 1, Fórmula 2, Gran Turismo, Renault 8 y sport prototipos, entre otros. Ese mismo día, se inauguró una placa conmemorativa para recordar el antiguo trazado y a todos los pilotos que participaron.
El 14 de octubre de 2007 tuvo lugar la exhibición de los vehículos en el trazado recreado para la ocasión, emulando al detalle la versión original tanto en recorrido como en la decoración de gradas y boxes. 

### Edad de Oro
- Pegaso Rabassada, de Tito Ankli
- Pegaso Touring, de Luis Coma-Cros

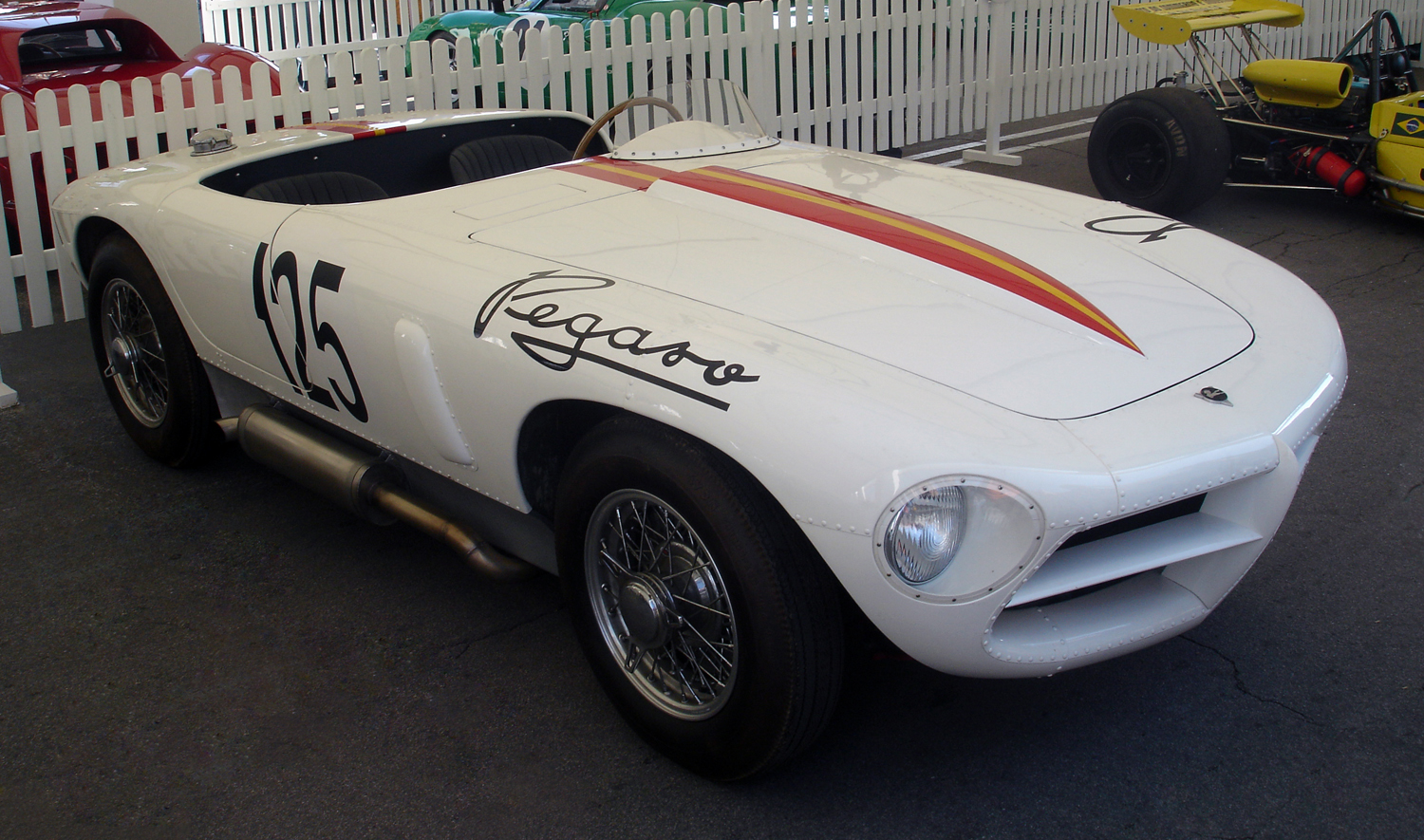
Edad de Oro: Pegaso Rabassada, expuesto en el festival.

- Pegaso Spyder Serra, de Ramón Magriñá
- Pegaso Touring, de Joan Andrés Berenguer
- Pegaso Barqueta Pedralbes, de Patricio Chadwick
- Bugatti T 37, de Joan Andrés Berenguer
- Alfa Romeo Monza 8C
- Alfa Romeo 6C, de Joan Andrés Berenguer
- Nacional Pescara, de Luis Coma-Cros

### Fórmula 1

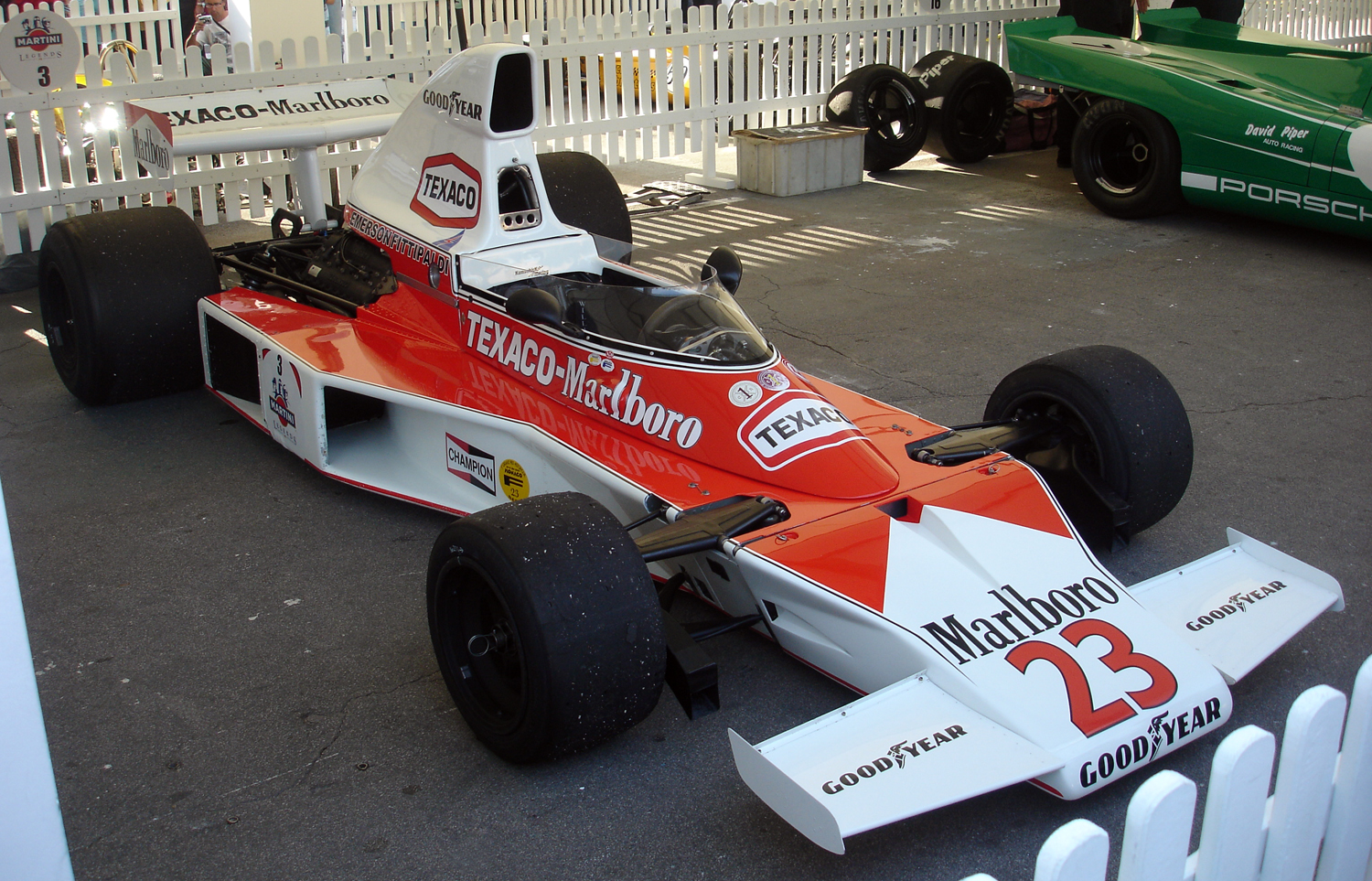
Fórmula 1: McLaren M23 de Emerson Fittipaldi, expuesto en el festival.

- Vehículos de época que volvieron a recorrer el circuito urbano:
  - Brabham BT 44, de Carlos Reutemann.
  - BRM P 201 Motul, de Jean Pierre Beltoise, que conducirá Henri Pescarolo.
  - Ferrari 312, 1967, de Chris Amon.
  - Lotus 49, de Graham Hill.
  - Lotus 49, de Jim Clark.
  - Lotus 72, de Emerson Fittipaldi.
  - March 711, de Ronnie Peterson.
  - Matra MS 10, de Jackie Stewart.
  - McLaren M 23, de Emerson Fittipaldi.
  - McLaren M 23, de James Hunt.
  - Surtees TS 19, de Alan Jones.
  - Tecno E 371 Martini, de Chris Amon.
  - Tecno PA 123/3 Martini, de Derek Bell.
  - Tyrrell 001, de Jackie Stewart.
  - Tyrrell 006, de François Cevert.
- Vehículos actuales:
  - Ferrari 248 F1 (2006), de Michael Schumacher y conducido por Marc Gené.

### Fórmula 2

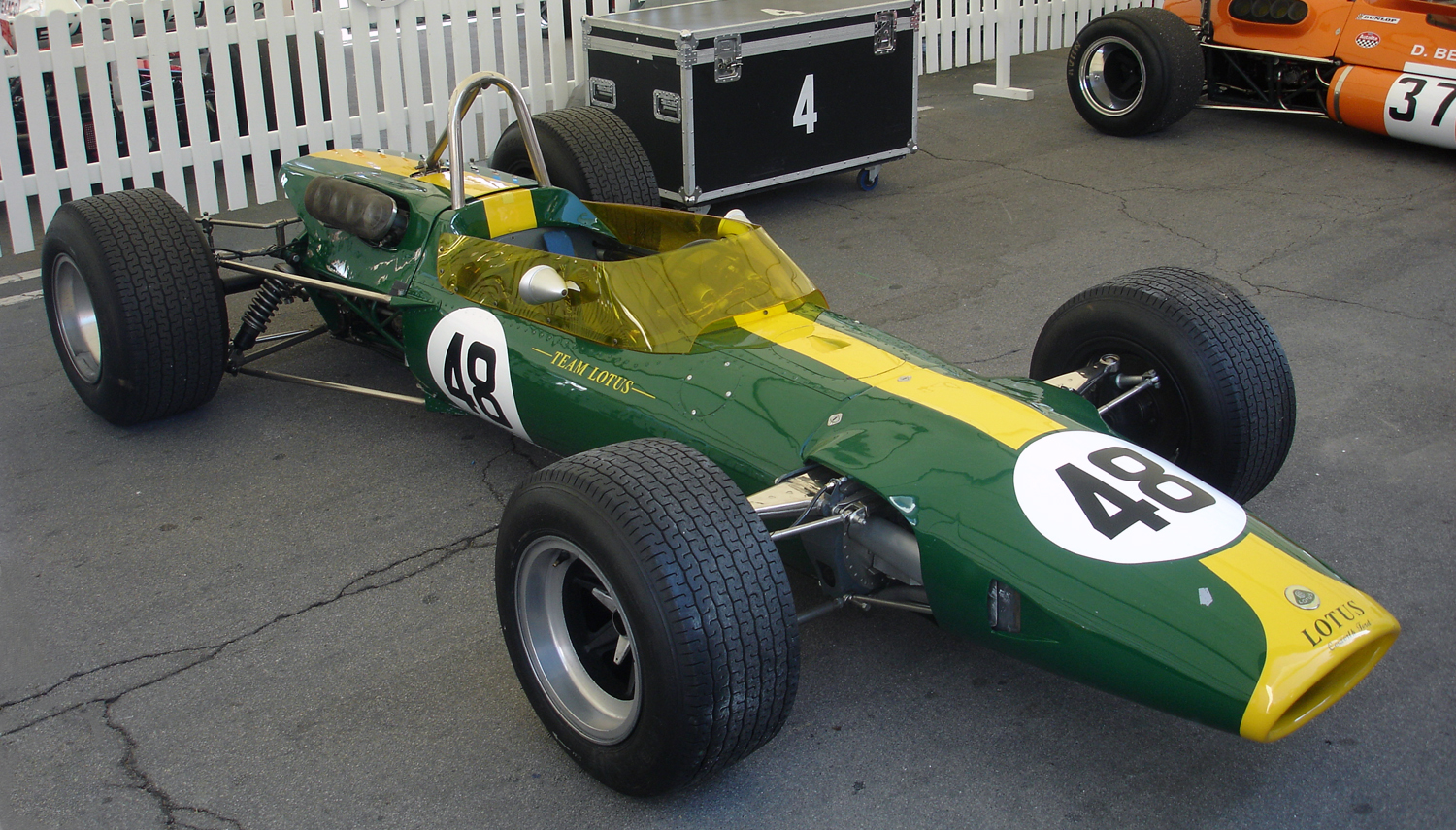
Fórmula 2: Lotus 48 de Simon Hadfield, expuesto en el festival.

- Brabham BT30, de Derek Bell.
- Brabham BT30, de John Watson.
- Lola T240.
- Lotus 48, de Simon Hadfield.
- Lotus 59B.
- Lotus 69, de Emerson Fittipaldi.
- March 712, de James Hunt.
- McLaren M4A.

### Martini Racing
- Lancia 037, de Markku Alén.
- Lotus 80.
- Tecno E 371 Martini, de Chris Amon.
- Tecno PA 123/3 Martini, de Derek Bell.
- Brabham BT 44, de Carlos Reutemann.
- Lancia Montecarlo Turbo G 5, de Jaime Queralt.
- Lancia LC 2

### Renault 8 TS
- 10 ejemplares distintos de Renault 8 TS.

### Sport Prototipos y GT

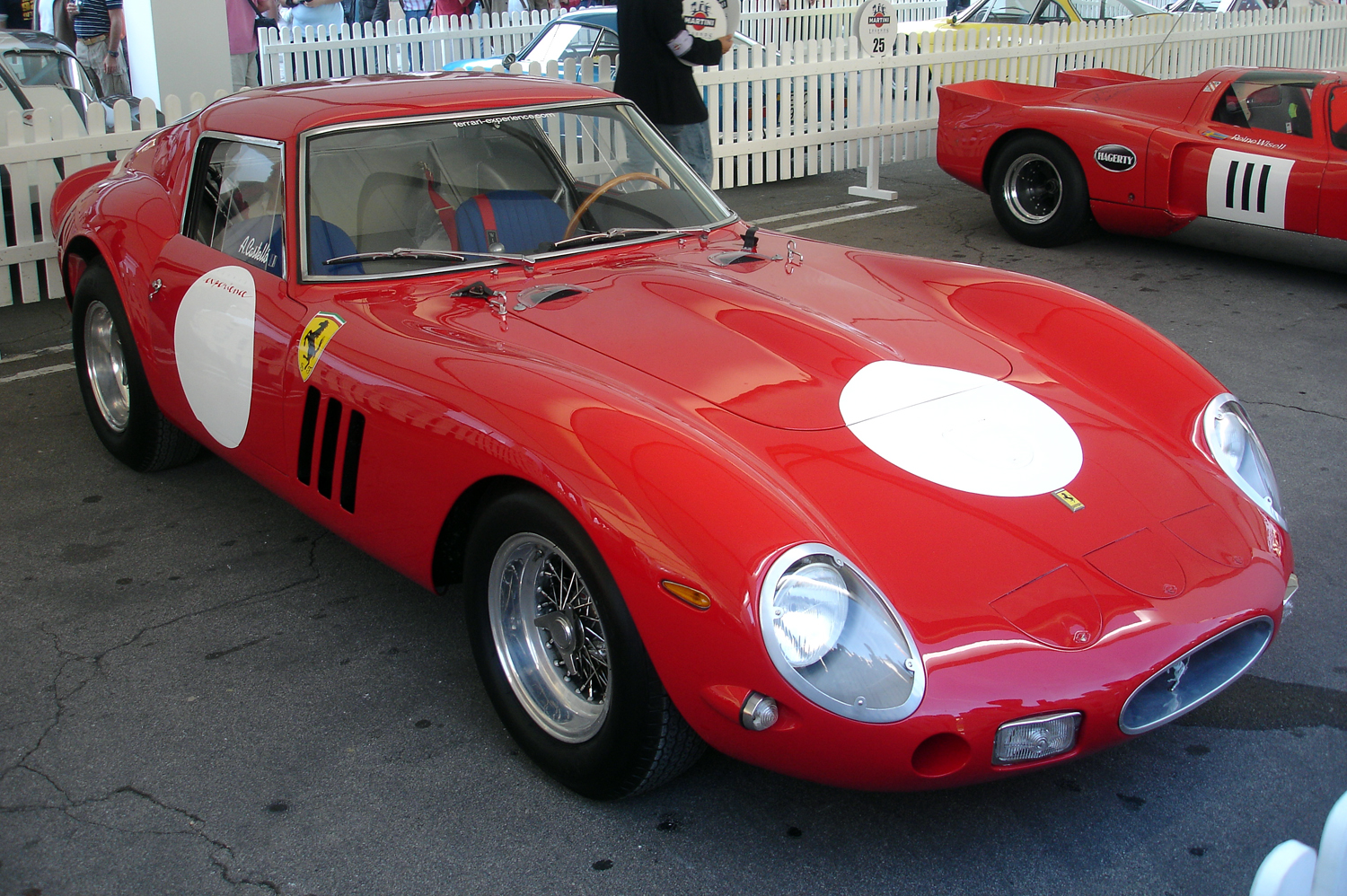
GT: Ferrari 250 GTO R expuesto en el festival.

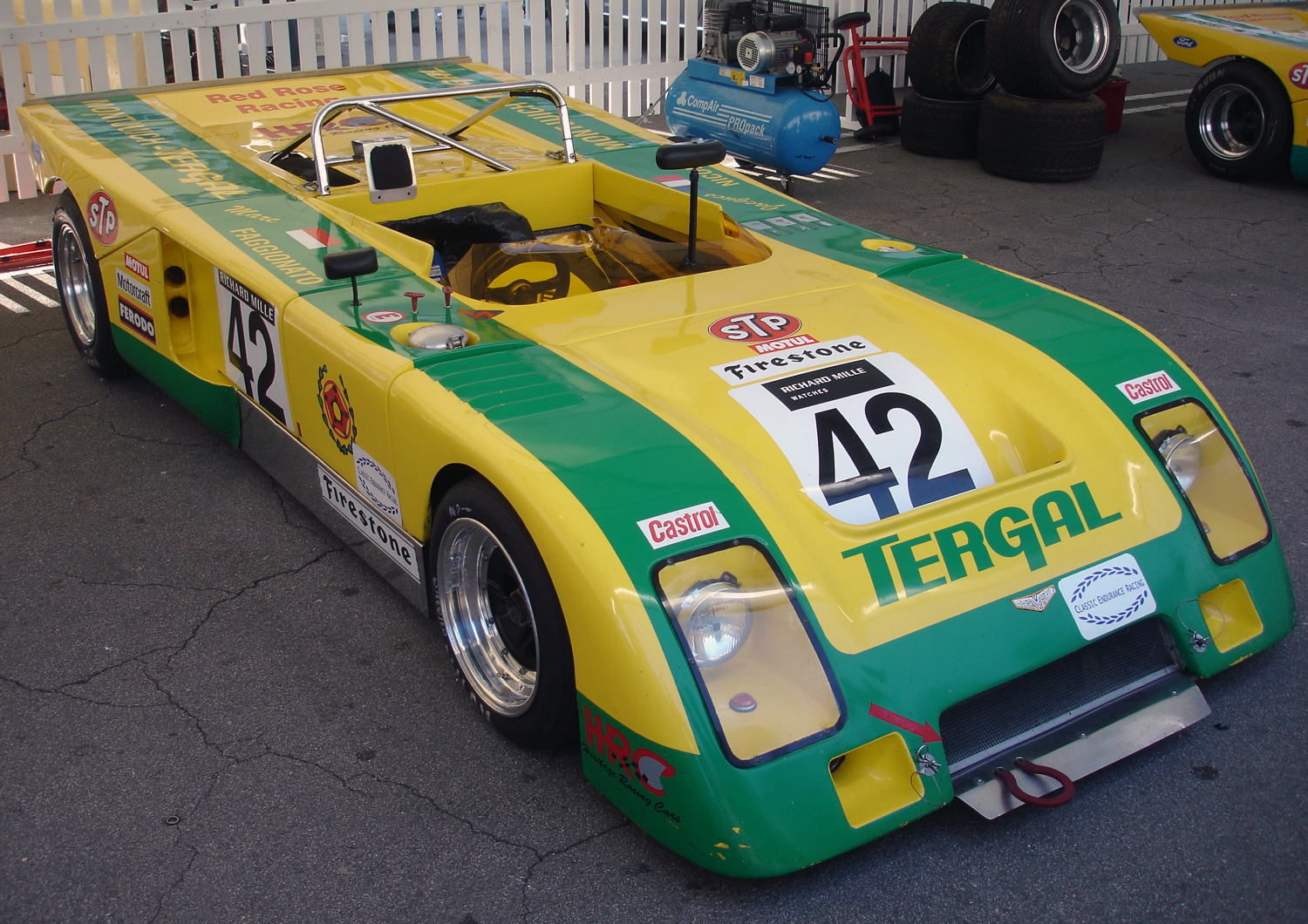
Sport Prototipos: Chevron B21 (Montjuic Tergal Car 2) expuesto en el festival.

- Alpine A108 1.100, de Angel Ruiz (1971)
- Alpine A110 1.300, de Ramón Magriñá (1968)
- Alpine A110 1.600, de Antonio Herrero (1968)
- Chevron B 8, de Ramón López.
- Chevron B 16, de Rein Wisell, 1969.
- Chevron B 19, de Gerard Larrousse 1971 - 1972.
- Chevron B 21, del Monjuic Tergal.
- Elva BMW MK VII
- Ferrari 275 GTB/2, de Oscar Caprotti/Carlos de Miguel (1964)
- Ferrari 250 GTO R, de Albert Castelló
- Ferrari 250 LM, de Claude Nahum (1963).
- Ferrari 275 LM, de David Piper.
- Ferrari Daytona Competizione Le Mans 72/73
- Ford GT 40, de 1965 y de la Escudería Montjuic Godia/Muir
- Ford GT 40 Le Mans (1966).
- Lancia Aurelia B 20, ex-vehículo de Clay Regazzoni y Miguel Arias.
- Lola T70 3B, ex-vehículo de Brian Redman y Frank Gardner.
- Lola T70 Spyder
- Porsche 906, de Klaus Boher.
- Porsche 917, de David Piper.
- Shelby Daytona, de Claude Nahum (1964).

### Otros

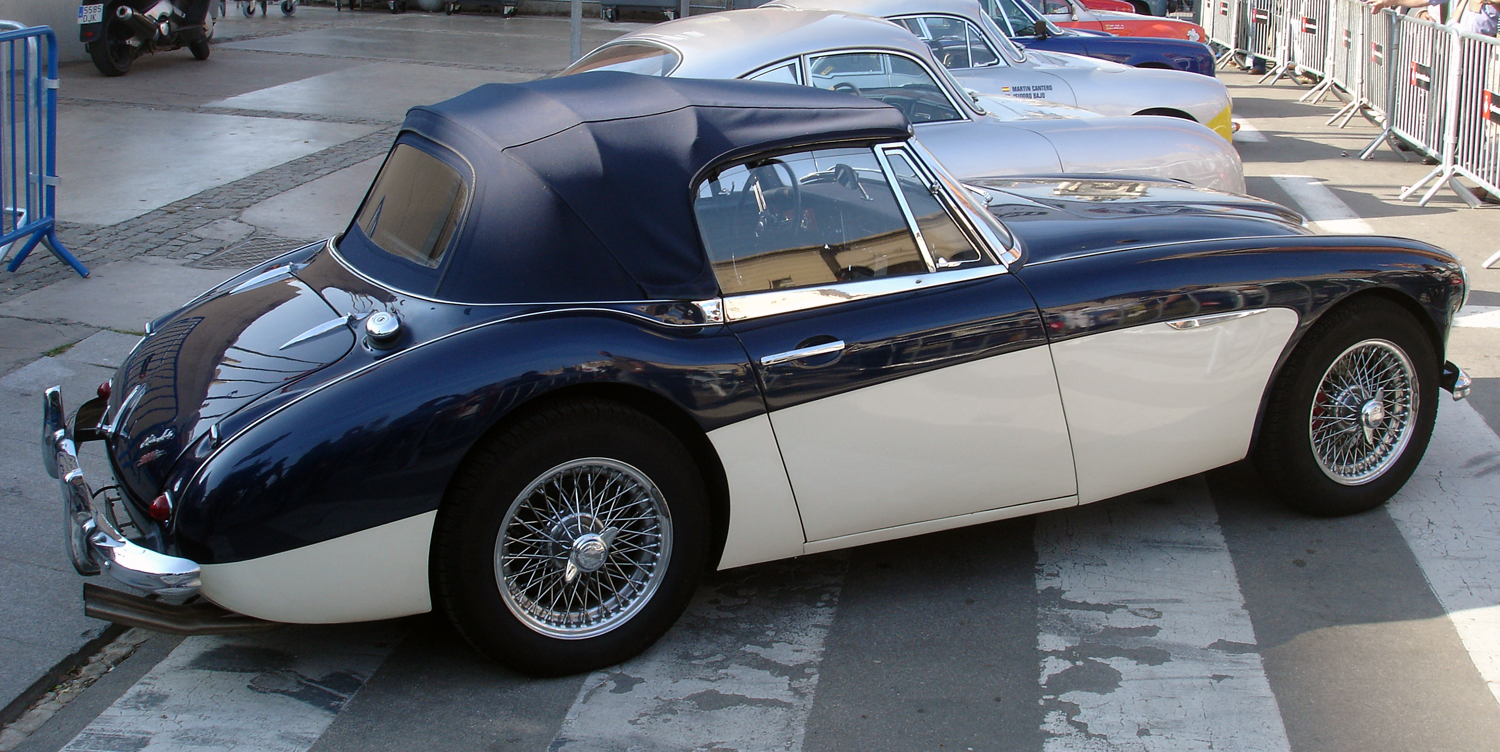
Austin-Healey 3000 Mk III expuesto en el festival.

- Alfa Giulia TI Super 1964, de Bernard de Miguel.
- Aston Martin DB4 GT, de Carles Dalmau.
- Austin Healy 3000, de Carlos Llorente.
- Selex ST4 (F1800).
- Hispakart F-IV, de Ramón López.
- Fiat Abarth 1300/124, de Luis Alberto Izquierdo.
- Ford Escort MK I BDA RS 1.600, de Eric de Miguel.
- Lancia Stratos, de Marc Pina.
- Mini Cooper S, Campeón con Francisco Godia.
- Porsche 356, 6º en las 24h de Spa en 1965, de Isidoro Bajo.
- Porsche 356, de Walter Ankli.
- Porsche 356 Speedster.
- Porsche 911, de Jorge Palau-Ribes.